# Lucius Burckhardt
Lucius Burckhardt (Davos, 12 marzo 1925 – Basilea, 26 agosto 2003) è stato un sociologo, economista e urbanista svizzero.
È noto come padre fondatore della promenadologia, un metodo di percezione che si basa sulla pratica del camminare per studiare la storia del paesaggio con tutti gli elementi naturali e antropici che esso contiene. Questa ricerca interdisciplinare non è solo estetica, ma anche volta a uno studio critico del paesaggio e di come l'uomo lo modifica con le sue attività e con la progettazione.
Durante la sua carriera ha insegnato in Svizzera e in Germania, in particolare al Politecnico di Zurigo e all'Università di Kassel. Ha inoltre collaborato con l'Università Bauhaus di Weimar.
Nel 1994 è stato insignito del premio Hessischer Kulturpreis (premio culturale dell'Assia) per il suo lavoro nei campi della scienza, dell'ecologia e dell'estetica, seguito nel 1995 dal Bundespreis für Förderer des Design (premio federale tedesco per promotori del design). Nel 2001, in Svizzera, gli è stato assegnato il Premio Design Svizzero.